# Koń skalny

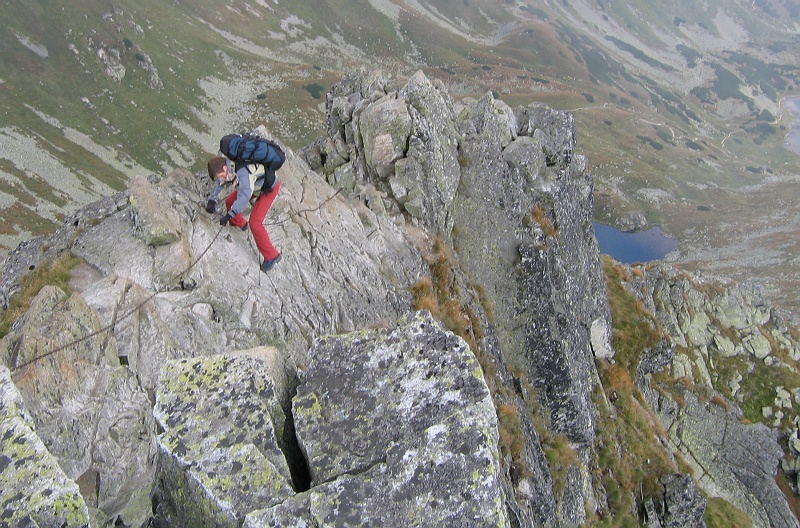
Rohacki Koń

Koń skalny – bardzo wąski odcinek grani, który podczas przejścia często pokonywany jest okrakiem.
Koń skalny znajduje się np. w Tatrach na północno-wschodniej grani Lodowego Szczytu. Jest to Lodowy Koń na wysokości 2585 metrów. Konia skalnego ma też grań Żabiego Konia w głównej grani Tatr. Te odcinki grani z koniami są dostępne dla taterników, nie prowadzą tędy jednak szlaki turystyczne. W dostępnych turystycznie miejscach Tatr skalnego konia można zobaczyć na szlaku turystycznym w słowackich Rohaczach (tzw. Rohacki Koń). Aby jednak turyści nie musieli pokonywać go okrakiem nad przepaścią, zamontowane zostały na jego łatwiejszej do przejścia stronie łańcuchy.
Podobny do konia skalnego jest utworzony ze śniegu koń śnieżny.